# Veřejný nepřítel č. 1: Epilog
Veřejný nepřítel č. 1: Epilog (v originále L'Ennemi public no 1) je francouzsko-kanadsko-italský hraný film z roku 2008, který režíroval Jean-François Richet podle autobiografické knihy L'Instinct de mort Jacquese Mesrineho. Film navazuje na předchozí část díl Veřejný nepřítel č. 1. Snímek měl světovou premiéru na Mezinárodním filmovém festivalu v Tokiu dne 22. října 2008.

## Děj
Po několika letech strávených v Kanadě se Jacques Mesrine vrací do Francie. V roce 1978 se setkává s Françoisem Besse ve věznici La Santé, odkud společně utečou. Tím se dostává do zájmu médií.

## Obsazení
| Vincent Cassel        | Jacques Mesrine            |
| Mathieu Amalric       | François Besse             |
| Ludivine Sagnier      | Sylvia Jeanjacquot         |
| Samuel Le Bihan       | Michel Ardouin             |
| Anne Consigny         | Mesrinova advokátka        |
| Olivier Gourmet       | komisař Robert Broussard   |
| Gérard Lanvin         | Charlie Bauer              |
| Georges Wilson        | Henri Lelièvre             |
| Michel Duchaussoy     | Mesrinův otec              |
| Myriam Boyer          | Mesrinova matka            |
| Fanny Sidney          | Mesrinova dcera            |
| Alain Fromager        | Jacques Tillier            |
| Laure Marsac          | novinářka                  |
| Hervé Laudière        | Daniel                     |
| Françoise Le Plénier  | Danielova žena             |
| Antoine Chopin        | Danielův syn               |
| Arsène Mosca          | Jojo, policista            |
| Jérôme Boyer          | četník u zábrany           |
| Nicolas Abraham       | Grangier                   |
| Christophe Vandevelde | Gégé, policista            |
| Luc Thuillier         | komisař Lucien Aimé-Blanc  |
| Isabelle Vitari       | pokladní                   |
| Michaël Vander-Meiren | četník v Compiègne         |
| Alain Doutey          | předseda soudu v Compiègne |
| Joseph Malerba        | Robert                     |

## Ocenění
- Mezinárodní filmový festival v Tokiu: nejlepší herec (Vincent Cassel)
- César: nejlepší zvuk (Jean Mimondo, Gérard Hardy, Alexandre Widmer, Hervé Buirette), nejlepší režie (Jean-François Richet), nejlepší herec (Vincent Cassel); nominace v kategoriích nejlepší film, nejlepší adaptace (Abdel Raouf Dafri a Jean-François Richet), nejlepší filmová hudba (Marco Beltrami a Marcus Trumpp), nejlepší kamera (Robert Gantz), nejlepší výprava (Émile Ghigo), nejlepší střih (Hervé Schneid a Bill Pankow), nejlepší kostýmy (Virginie Montel)